# Baschkortostan
Koordinaten: 54° 3′ N, 56° 36′ O
Baschkortostan (baschkirisch Башҡортостан Baschqortostan; russisch Башкортостан Baschkortostan; offiziell Republik Baschkortostan, baschkirisch Башҡортостан Республикаһы Baschqortostan Respublikahy, russisch Республика Башкортостан Respublika Baschkortostan; veraltet noch Baschkirien russisch Башкирия) ist eine Republik (Föderationssubjekt) mit Hoheitsrechten im östlichen Teil des europäischen Russlands. Titularnation sind die Baschkiren. Baschkortostan ist die bevölkerungsreichste der Republiken der Russischen Föderation und gehört zum Föderationskreis Wolga. Die Republik Baschkortostan wurde 1992 nach Auflösung der Sowjetunion (UdSSR) aus der Baschkirischen Autonomen Sozialistischen Sowjetrepublik (Baschkirische ASSR) gegründet und ist seit 1993 eine Präsidialrepublik.

## Geographie
Baschkortostan liegt am äußersten Ostrand Europas, westlich des Uralgebirges im Föderationskreis Wolga.
Es grenzt im Norden an die Region Perm und die Oblast Swerdlowsk, im Osten an die Oblast Tscheljabinsk, im Süden an die Oblast Orenburg, im Westen an Tatarstan und im Nordwesten an Udmurtien.
Das Land, im Osten (Südlicher Ural) bis über 1500 m hoch, fällt gegen Westen allmählich ab. Die höchsten Erhebungen sind Jamantau (1640 m), Bolschoi Iremel (1582 m) sowie Bolschoi Schelom (1427 m). Die wichtigsten Flüsse sind die Belaja, ein Nebenfluss der Kama, und die Ufa. Der größte See ist der Aslykul mit einer Fläche von 23,5 Quadratkilometern. Baschkortostan gehört im nordwestlichen Teil zur Klimazone der subkontinentalen Klimate, im Süden zu den winterkalten Feuchtsteppenklimaten. Im Ural herrscht ein kontinentales Borealklima vor. Die Temperaturen liegen im Sommer im Durchschnitt bei etwa 20 °C (40 °C im Extrem), im Winter bei etwa −13 °C (−40 °C im Extrem). Der durchschnittliche Jahresniederschlag beträgt ca. 430 mm, im Ural sind es etwa 800 mm.
Im Territorium liegt der Baschkirische Sapowednik.

## Bevölkerung

### Ethnische Gruppen
Titularnation sind die Baschkiren, ein Turkvolk, die ausschließliche Selbstbestimmungsrechte in der Republik Baschkortostan haben. Diese sind allerdings nur eine Minderheit in der eigenen Republik. Die Bevölkerung betrug bei der Volkszählung 2010 4.072.292 Personen, darunter Russen, Baschkiren und Tataren als große Volksgruppen. Hinzu kommen mit über 100.000 Menschen noch die Tschuwaschen und die Mari. Abwanderungstendenzen in die Heimatländer haben die ehemals bedeutenden Volksgruppen der Ukrainer, Weißrussen und Deutschen merklich schrumpfen lassen.
Ein Streitpunkt zwischen den Baschkiren und den Tataren ist die tatsächliche Größe der beiden Volksgruppen. Die Baschkiren behaupten, die Teptjaren seien eigentlich Baschkiren, denen die tatarische Sprache aufgezwungen wurde. Die Tataren andererseits behaupten, in den baschkirischen Gebieten würde die tatarische Minderheit zur Angabe der baschkirischen Zugehörigkeit gedrängt und ihre Anzahl sei demnach viel größer. Infolge dieses Zwists und der zunehmenden Zahl von Mischehen wächst die Zahl derer, die keine Angaben zu ihrer Nationalität machen wollen, rasant (2002: 4.366; 2010: 97.572 Personen).
Noch um 1990 hatte der Anteil der Baschkiren an der Bevölkerung Baschkiriens (Baschkirische ASSR) nur etwa 20 % betragen – gegenüber 37,5 % Russen und 27,5 % Tataren. In der baschkirischen Hauptstadt Ufa sind auch heute noch rund 30 % der Einwohner Tataren.

Ethnien in Baschkortostan nach der Volkszählung 2002
Anteil der Russen
Anteil der Baschkiren
Anteil der Tataren
Anteil der Mari
Anteil der Tschuwaschen

Amtssprachen sind Russisch und Baschkirisch.
| Volksgruppe | VZ 1920   | VZ 1920 | VZ 1926   | VZ 1926 | VZ 1939   | VZ 1939 | VZ 1959   | VZ 1959 | VZ 1970   | VZ 1970 | VZ 1979   | VZ 1979 | VZ 1989   | VZ 1989 | VZ 2002   | VZ 2002 | VZ 2010 2 | VZ 2010 2 |
| Volksgruppe | Anzahl    | %       | Anzahl    | %       | Anzahl    | %       | Anzahl    | %       | Anzahl    | %       | Anzahl    | %       | Anzahl    | %       | Anzahl    | %       | Anzahl    | %         |
| --- | --------- | ------- | --------- | ------- | --------- | ------- | --------- | ------- | --------- | ------- | --------- | ------- | --------- | ------- | --------- | ------- | --------- | --------- |
| Baschkiren | 807.213   | 40,13 % | 625.845   | 23,5 %  | 671.188   | 21,2 %  | 737.711   | 22,1 %  | 892.248   | 23,4 %  | 935.880   | 24,3 %  | 863.808   | 21,9 %  | 1.221.302 | 29,8 %  | 1.172.287 | 29,5 %    |
| Russen | 794.131   | 39,48 % | 1.064.707 | 39,9 %  | 1.281.347 | 40,6 %  | 1.418.147 | 42,4 %  | 1.546.304 | 40,5 %  | 1.547.893 | 40,3 %  | 1.548.291 | 39,3 %  | 1.490.715 | 36,3 %  | 1.432.906 | 36,1 %    |
| Tataren | 103.928   | 5,17 %  | 621.1581  | 23,3 %  | 777.230   | 24,6 %  | 768.566   | 23,0 %  | 944.505   | 24,7 %  | 940.436   | 24,5 %  | 1.120.702 | 28,4 %  | 990.702   | 24,1 %  | 1.009.295 | 25,4 %    |
| Tschuwaschen | 47.929    | 2,38 %  | 84.886    | 3,2 %   | 106.892   | 3,4 %   | 109.970   | 3,3 %   | 126.638   | 3,3 %   | 122.344   | 3,2 %   | 118.509   | 3,0 %   | 117.317   | 2,9 %   | 107.450   | 2,7 %     |
| Mari | 84.809    | 4,22 %  | 79.298    | 3,0 %   | 90.163    | 2,9 %   | 93.902    | 2,8 %   | 109.638   | 2,9 %   | 106.793   | 2,8 %   | 105.768   | 2,7 %   | 105.829   | 2,6 %   | 103.658   | 2,6 %     |
| Ukrainer | 57.024    | 2,84 %  | 76.710    | 2,9 %   | 92.289    | 3,1 %   | 83.594    | 2,5 %   | 76.005    | 2,0 %   | 75.571    | 2,0 %   | 74.990    | 1,9 %   | 55.249    | 1,3 %   | 39.875    | 1,0 %     |
| Udmurten | 24.686    | 1,23 %  | 23.256    | 0,9 %   | 25.103    | 0,8 %   | 25.388    | 0,8 %   | 27.918    | 0,7 %   | 25.906    | 0,7 %   | 23.696    | 0,6 %   | 22.625    | 0,6 %   | 21.477    | 0,5 %     |
| Mordwinen | 29.433    | 1,46 %  | 49.813    | 1,9 %   | 57.826    | 1,8 %   | 43.582    | 1,3 %   | 40.745    | 1,1 %   | 35.900    | 0,9 %   | 31.923    | 0,8 %   | 26.020    | 0,6 %   | 20.300    | 0,5 %     |
| Weißrussen | 33.115    | 1,65 %  | 18.281    | 0,7 %   | 23.761    | 0,8 %   | 20.792    | 0,6 %   | 17.985    | 0,5 %   | 17.393    | 0,5 %   | 17.038    | 0,4 %   | 17.117    | 0,4 %   | 11.680    | 0,3 %     |
| Deutsche | 8.602     | 0,85 %  | 6.448     | 0,2 %   | 6.030     | 0,2 %   | 12.817    | 0,4 %   | 12.104    | 0,3 %   | 11.316    | 0,3 %   | 11.023    | 0,3 %   | 8.250     | 0,2 %   | 5.909     | 0,1 %     |
| Andere | 3.500     | 0,30 %  | 15.434    | 0,6 %   | 27.140    | 0,9 %   | 27.140    | 0,8 %   | 23.985    | 0,6 %   | 24.848    | 0,6 %   | 27.365    | 0,7 %   | 49.210    | 1,2 %   | 147.455   | 3,6 %     |
| Einwohner | 2.567.000 | 100 %   | 2.665.836 | 100 %   | 3.158.969 | 100 %   | 3.341.609 | 100 %   | 3.818.075 | 100 %   | 3.844.280 | 100 %   | 3.943.113 | 100 %   | 4.104.336 | 100 %   | 4.072.292 | 100 %     |
| 1 461.871 Tataren, 135.960 Mischären, 23.290 Tiptären und 37 Keräschen 2 97.572 Personen konnten keiner Volksgruppe zugeteilt werden. Diese Leute verteilen sich vermutlich anteilmäßig gleich wie die ethnisch zugeschiedenen Einwohner. |           |         |           |         |           |         |           |         |           |         |           |         |           |         |           |         |           |           |

### Religion
Die Mehrheit der Bevölkerung Baschkortostans bekennt sich zum sunnitischen Islam, daneben finden sich orthodoxe, evangelische und katholische Christen. Baschkortostan ist die flächengrößte und bevölkerungsreichste muslimische Teilrepublik, siehe Islam in Russland. Die Zahl der Muslime ist etwas größer als in Tatarstan. Ufa ist Sitz des Großmuftis Talgat Tadschuddin und der Zentralen Geistlichen Verwaltung der Muslime Russlands (Zjentralnoje duchownoje uprawlenije mussulman Rossii; ZDUM), der Nachfolgeorganisation der „Geistlichen Verwaltung der Muslime des europäischen Teils der Sowjetunion und Sibiriens“ (Duchownoje uprawlenije Musulman ewropejskowo tschasti SSSR i Sibiri; DUMES).
Die muslimische Gemeinschaft Baschkortostans ist jedoch gespalten. Nur die Minderheit der Muslime gehört der Jurisdiktion der ZDUM an. Die meisten Muslime unterstehen der Jurisdiktion der „Geistlichen Verwaltung der Muslime der Republik Baschkortostan“ (Duchownoje uprawlenije Musulman Respubliki Baschkortostan; DUM RB), die 1992 als Abspaltung der DUMES gegründet wurde und Mitglied des Russischen Muftirates von Rawil Ismagilowitsch Gainutdin ist. Ihr Vorsitzender und Mufti war Nurmuchamet Nigmatullin. Die ZDUM hat auf dem Territorium der Republik 1994 eine eigene „Regionale Geistliche Verwaltung der Muslime Baschkortostans“ (Regionalnoje duchownoje uprawlenije Musulman Baschkortostana; RDUM B) gegründet, die in verschiedene Muchtasibate gegliedert ist. Sie wird von Muxammed Tadschuddin, dem Sohn von Talgat Tadschuddin, geleitet. Im Jahre 2000 unterstanden von den 545 muslimischen Organisationen Baschkortostans 315 der Jurisdiktion der DUM RB, und 230 der Jurisdiktion der ZDUM.
Katholische Pfarreien bestehen in der Stadt Ufa und dem Dorf Alexejewka. Sie gehören zum Bistum St. Clemens in Saratow.

## Geschichte
Im heutigen Baschkortostan wird die Magna Hungaria, die Heimat eines magyarischen Stammes vermutet, über den Ungarn und Baschkiren miteinander verwandt sein sollen. In der Tat sind vier der sieben ungarischen Stammesnamen (Yeney/Jenö, Djurmati/Gyarmat, Tamyan/Tarján, Girei/Ker) noch in Baschkirien vorhanden. Informationen über die Baschkiren am südlichen Ural datieren zurück auf das 10. Jahrhundert. So erwähnt Ibn Fadlan das Volk der „Basqort“ in seinem Reisebericht. Um 1220 unterwarf Dschingis Khan die baschkirischen Stämme, die dort lebenden Magyaren wurden dabei endgültig vernichtet. Die Baschkiren blieben bis Mitte des 16. Jahrhunderts unter der Herrschaft der Goldenen Horde.
Nachdem Russland 1552 das Khanat Kasan eingenommen hatte, wandten sich die baschkirischen Völker nach und nach dem Nachbarreich im Westen zu, vor allem weil sie in umherziehenden Nomadenvölkern, die von Osten her immer wieder über das Land herfielen, eine große Bedrohung sahen, vor denen sie die militärische Großmacht Russland schützen konnte. So schlossen sich in den Jahren von 1554 bis 1557 alle baschkirischen Stämme nach und nach Russland an. An diesen zumindest teilweise freiwilligen Anschluss erinnert heute ein vom russischen Staat errichtetes Denkmal in der Hauptstadt Ufa, das Monument Druschby (übersetzt Monument der Freundschaft) und dieses soll an die „ewige Freundschaft“ zwischen dem baschkirischen und russischen Volk erinnern. Ufa selbst wurde 1574 als Festung und damals östlichste Befestigung Russlands gegründet.
Russland gewährte den Baschkiren weitgehende Autonomie, Religionsfreiheit und ein Besitzrecht auf Grundlage der Erbfolge. Die Baschkiren stellten Russland in verschiedenen Kriegen ihre kämpferischen Fähigkeiten zur Verfügung – als Mitstreiter im Feldzug von Kusma Minitsch Minin und Dmitri Michailowitsch Poscharski befreiten sie 1612 Moskau von den Polen, unter Peter dem Großen stürmten sie 1697 die Stadt Asow im Kampf gegen die Osmanen. Auch im Großen Nordischen Krieg kämpften sie an der Seite Russlands. In den Befreiungskriegen halfen sie der russischen Armee, Napoleon zurückzuschlagen (z. B. belagerten sie Hamburg im Jahr 1814). Davon zeugt noch heute der Baschkiren-Gedenkstein in der Nähe der Russischen Kirche in Leipzig und eine spezielle Gedenkschrift für die baschkirischen Regimenter am Völkerschlachtdenkmal in Leipzig.
Anfang des 17. Jahrhunderts begann der russische Adel, sich in Baschkirien niederzulassen, Burgen und Betriebe zu errichten. Als die Steuern und der Umfang der Arbeitsverpflichtungen durch die Russen wuchsen und zudem noch versucht wurde, die Muslime Baschkiriens zu christianisieren, wuchs der Unmut in der Bevölkerung. Diese ersuchte in mehreren Bittschriften die zentrale Verwaltung um Hilfe, und als diese ausblieb, kam es mehrmals zu kleineren Aufständen, die niedergeschlagen wurden – so 1616, 1645, 1662–1664, 1681–1684, 1704–1711. Am 11. Februar 1736 gab es einen Erlass, der es den Adeligen erlaubte, baschkirisches Land zu erwerben. Während der Aufstände 1735–1740 wurden die zwangsgetauften Baschkiren Toigildy Schuljakow 1738 und Kissjabika Bairjassowa 1739 als Apostaten in Jekaterinburg auf dem Scheiterhaufen verbrannt.
Anlass zum großen Aufstand gaben die Repressionsmaßnahmen Russlands gegen die Jaizkischen (Ural-)Kosaken 1772. Alle Völker Baschkortostans unterstützten diesen Aufstand, und so mündete dieser in den Bauernaufstand 1773–1775 unter der Führung des Don-Kosaken Jemeljan Pugatschow. Zum Helden Baschkortostans wurde in diesem Aufstand der Baschkire Salawat Julajew, der an der Seite Pugatschows kämpfte und zur Freiheit Baschkiriens und zur Freundschaft zwischen Baschkiren und Russen aufrief. Sein Name und seine Lebensgeschichte wurden von der russischen Obrigkeit nach seiner Gefangennahme verdammt. Heute ist eine Großstadt in Baschkortostan nach ihm benannt, und seine Reiterfigur ziert sowohl das Staatswappen Baschkortostans als auch die Stadt Ufa in Form eines großen Denkmals.

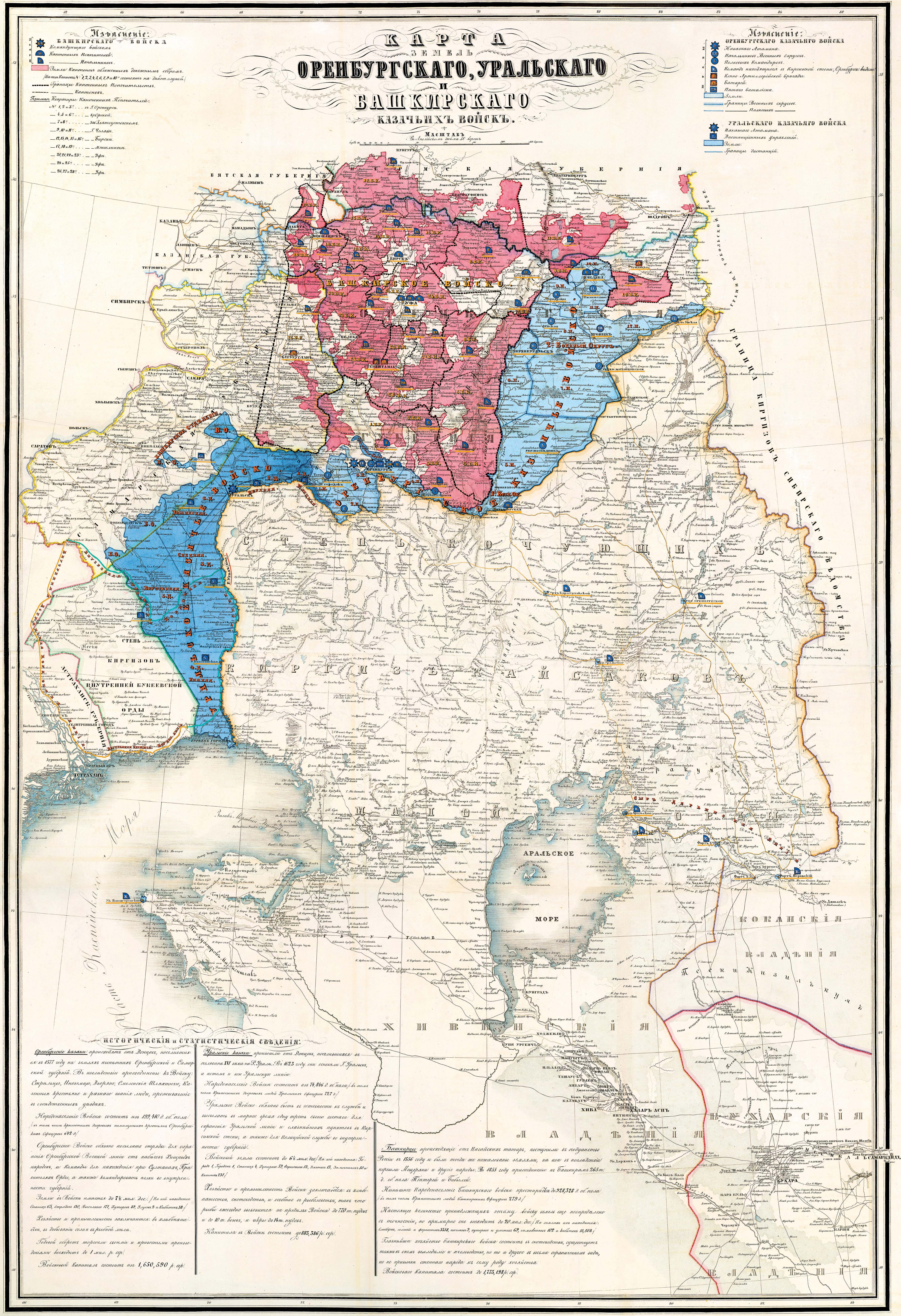
Karte der Länder des Orenburger- und Ural-Kosakenheeres (blau), sowie des Baschkirischen Kosakenheeres (rot) im Jahr 1858

Das Zarenreich, erschrocken von den Dimensionen des Aufstandes, änderte seine Politik hinsichtlich der Autonomie der baschkirischen Bauern ein wenig, doch es blieb im Allgemeinen bei der Unterdrückung. Im Zuge von Landreformen wurden die Gebiete der Gouvernements Russlands neu eingeteilt, und die Baschkiren verloren einen Großteil ihrer Ländereien an Nachbarregionen sowie an den russischen Adel und die orthodoxe Kirche. Anfang des 20. Jahrhunderts besaßen sie nur noch 20 % ihrer ursprünglichen Gebiete. Ein Manifest, das vom 19. Februarjul. / 3. März 1861greg. datiert und die Festungsrechte, die die Bürgerrechte von jeher beschnitten hatten, aufhob, wurde zu einem Meilenstein in der sozialen Entwicklung Baschkiriens. Das Wirtschaftswesen begann nun langsam, kapitalistische Formen anzunehmen.
Ab 1855 wird in Baschkirien das Baschkiro-Meschtscherjakische Heer (auch Baschkirisches Kosakenheer) aufgestellt – eine irreguläre Formation, ähnlich der Kosakenheere auf dem Territorium der Provinz Orenburg, die aus einer baschkirischen Armee und einer meschtscherjakischen Armee bestand und später auch die Teptjaren-Regimenter der genannten Provinzen in ihre Struktur aufnahm.
1865 entstand das Gouvernement Ufa, welches bis 1917 Bestand haben sollte.

Territoriale Entwicklung der Baschkirischen ASSR

In den Wirren nach der Oktoberrevolution Ende 1917 erklärte sich Baschkortostan unter Zeki Velidi Togan für autonom. Das Gebiet umfasste zu Beginn nur den östlichen Teil des früheren Gouvernements Ufa sowie kleinere Gebiete der Gouvernements Orenburg, Perm und Samara und wurde deshalb auch „Klein-Baschkirien“ genannt.
Anfang 1919 ging Baschkortostan als erste ethnische Autonomie in die Russische SFSR (RSFSR) ein. Nachdem zunächst unterschiedliche Namen teils zeitgleich in Gebrauch waren, wurde ab den 1930er Jahren ausschließlich „Baschkirische Autonome Sozialistische Sowjetrepublik“ (Baschkirische ASSR) offiziell. Von 1919 bis 1922 war Sterlitamak Hauptstadt der Autonomie. 1922 vergrößerte sich das Territorium auf das „Groß-Baschkirien“ genannte Gebiet und damit etwa auf die heutige Größe. Mit der Hinzugewinnung der Stadt Ufa wurde diese Hauptstadt. Kleinere Gebiete, teils Exklaven in den umliegenden Verwaltungseinheiten, wurden später von der Baschkirischen ASSR wieder abgetrennt.
Die ökologische Situation Baschkortostans wird wegen erheblicher Umweltverschmutzung, insbesondere auch infolge von Unfällen der chemischen Industrie, als prekär beschrieben.
1988 wurde auch in Baschkortostan eine Sektion des Tatarischen Zentrums gebildet, die für die Unabhängigkeit des Landes und für eine kulturelle Einheit der im Land lebenden Tataren mit denen in Tatarstan, Tschuwaschien und Sibirien eintrat.
Mit dem Zerfall der Sowjetunion wurden Baschkortostan weitreichende Autonomierechte zugestanden.
1990 benannte sich die Baschkirische ASSR in "Baschkirische Sozialistische Sowjetrepublik - Baschkortostan" um, die Zugehörigkeit zur UdSSR und zur Russischen Föderation wurde dabei bekräftigt. Zwei Jahre später, am 25. Februar 1992, erfolgte die Umbenennung in "Republik Baschkortostan". 1993 wurde in Baschkortostan das Präsidentenamt eingeführt, im Dezember desselben Jahrs verabschiedete der Oberste Sowjet eine neue Verfassung, die sich inhaltlich an der neuen russischen Verfassung orientierte. Durch die Verfassung wurde Baschkortostan von einer Sowjet- zu einer Präsidialrepublik.
Kurz nach der Anerkennung am 18. Oktober 2022 durch die Werchowna Rada der Ukraine der Republik Itschkerien als vorübergehend von der Russischen Föderation besetzt, auf Grund einer offiziellen Petition des Baschkirischen Nationalen Politischen Zentrums (BNPZ, Baschnazpolit) wurde am 29. Dezember 2022 ein Resolutionsentwurf zur Anerkennung der staatlichen Souveränität und Unabhängigkeit der Republik Baschkortostan registriert. Stand Frühling 2023 wird der Resolutionsentwurf noch im Ausschuss für Außenpolitik und zwischenparlamentarische Zusammenarbeit bearbeitet.

## Politik
Nach dem Ende der Sowjetunion wurde Baschkortostan von Murtasa Rachimow regiert. Sein Sohn Ural Rachimow kontrolliert als Vorstandsvorsitzender der Holding „Baschkirski Kapital“ die Aktienmehrheit aller großen, gewinnbringenden Unternehmen im Erdölsektor wie z. B. Baschneft. Laut dem russischen Wirtschaftsmagazin „Finans“ gehörte Rachimows Sohn Ural im Jahr 2009 mit einem Vermögen von 1,4 Milliarden US-Dollar zu den 33 reichsten Oligarchen Russlands.
Am 15. Juli 2010 wurde Rachimow, wohl wegen der sich häufenden Vorwürfe des Amtsmissbrauchs, durch den russischen Präsidenten Dmitri Medwedew abgesetzt. Die Amtsgeschäfte des Präsidenten Baschkortostans wurden daraufhin zunächst kommissarisch von Rustem Chamitow übernommen. Diesen bestätigte die Abgeordnetenversammlung am 19. Juli 2010 im Amt.
Bei den Regionalwahlen in Russland 2019 wurde Radij Chabirow zum neuen Präsidenten gewählt.

## Wirtschaft
Baschkortostan gehört zu den reichsten Republiken Russlands, was vor allem an der gut entwickelten Infrastruktur liegt. Das Gebiet verfügt über eigene Erdölvorkommen und petrochemische Industrie. Nördlich der Hauptstadt Ufa befindet sich der größte petrochemische Komplex Europas.
In Neftekamsk, rund 270 km nördlich von Ufa, befindet sich der zweitgrößte Omnibushersteller Russlands, die Firma NefAZ.
Die staatseigene Fluggesellschaft Air Bashkortostan wurde 2006 gegründet, der Betrieb wurde jedoch bereits 2013 wieder eingestellt. Die Bashkirian Airlines, welche 1991 gegründet wurde, hat im Mai 2007 Konkurs angemeldet und den Flugbetrieb eingestellt.
Nach Umweltprotesten Tausender gegen Bergbau und einer Aktivisten-Verhaftung wurden 2024 71 Menschen festgenommen. Ein Mensch lag nach der Verhaftung im Koma, zwei starben, einer vermutlich nach Selbstmord.

## Verwaltungsgliederung und größte Städte
Die Republik Baschkortostan ist in neun Stadtkreise und 54 Rajons unterteilt. Hauptstadt der Republik ist die Millionenstadt Ufa (baschkirisch Öfö). Weitere Großstädte sind Sterlitamak, Salawat, Neftekamsk und Oktjabrski. Es gibt eine Reihe weiterer mittelgroßer Bergbau- und Industriezentren wie Belorezk, Tuimasy, Ischimbai, Kumertau, Sibai, Meleus und Belebei. Insgesamt gibt es in der Republik 21 Städte (davon eine „geschlossene“, Meschgorje) und zwei Siedlungen städtischen Typs (Prijutowo und Tschischmy).
| Name        | Russisch    | Baschkirisch | Einwohner (14. Oktober 2010) |
| ----------- | ----------- | ------------ | ---------------------------- |
| Ufa         | Уфа         | Өфө          | 1.062.319                    |
| Sterlitamak | Стерлитамак | Стәрлетамаҡ  | 273.486                      |
| Salawat     | Салават     | Салауат      | 156.095                      |
| Neftekamsk  | Нефтекамск  | Нефтекама    | 121.733                      |
| Oktjabrski  | Октябрьский | Октябрьский  | 109.474                      |